# Li Tang (pintor)

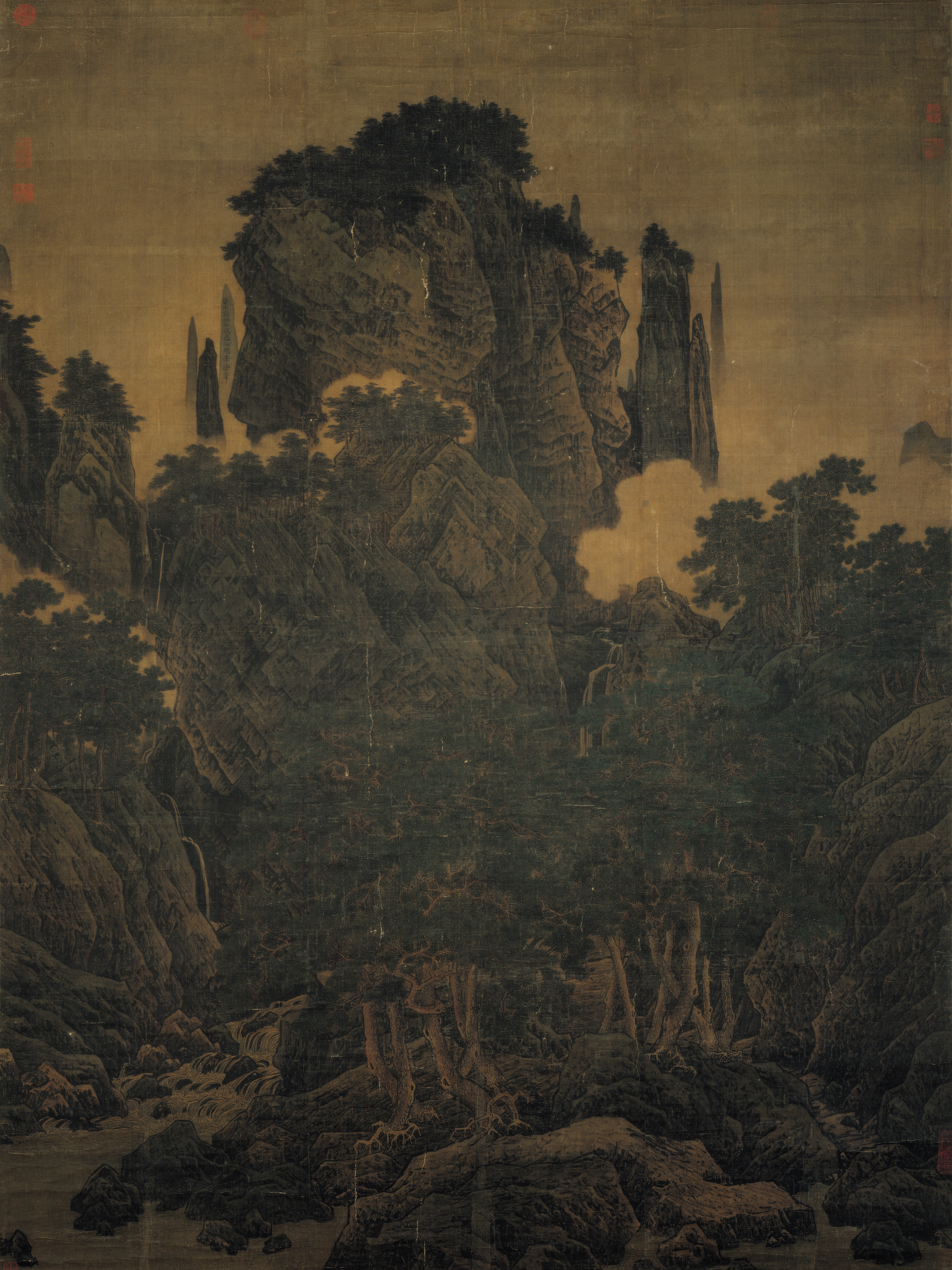
Vent entre els pins a través de miríades de valls” (1124)

Li Tang (xinès: 李唐; pinyin: Lǐ Táng) fou un pintor i cal·lígraf xinès nascut vers el 1050 i mort cap al 1130). Era originari de Heyang província de Henan. La seva activitat artística a l'Acadèmia Imperial de Kaifeng durant el regnat de l'emperador Huizong, s'interromp per la invasió del tàrtars i la retirada de la dinastia Song cap al sud on, juntament amb altres de l'Acadèmia d'Huizong creen les bases d'una nova Acadèmia organitzada per l'emperador Gaozong a Hangzhou, la nova capital.
La pintura paisatgística dels Song del Nord, monumental i equilibrada, es diferencia de la dels Song del Sud, que no mostra l'equilibri de les forces naturals. Els representants més destacats de cadascuna són, d'una banda, Fan Kuan i de l'altra Ma Yuan i Xia Gui. Li Tang enllaça les dues concepcions artístiques. Li Tang s'inspira en les obres Fan Kuan i de Guo Xi tot seguint els principis del tao. Va perfeccionar la tècnica denominada “cop de destral i pinzellades”.